# Лалибэла (аэропорт)

Аэропо́рт Лалибэ́лы — аэропорт города Лалибэлы в Эфиопии (ИАТА: LLI, ИКАО: HALL). Расположенный на высоте 1958 метров выше уровня моря, аэропорт располагает одной асфальтированной взлётно-посадочной полосой длиной 2435 метров и шириной 53 метра.

## Обслуживание рейсов
- Ethiopian Airlines (Аксум, Аддис-Абеба, Бахр-Дар, Гондэр)